# L'Acteur
L'Acteur est un tableau de la période rose l'artiste cubiste espagnol Pablo Picasso, réalisé entre 1904 et 1905 et exposé depuis 1952 au Metropolitan Museum of Art de New York. représente un acrobate de dos, le visage tourné vers la droite.
Le 22 janvier 2010, le tableau est gravement endommagé par une visiteuse du musée qui en trébuchant l'entaille sur un peu plus de 15 cm dans le coin bleu inférieur droit.
Le tableau, estimé à 92 millions d'euros et qui aurait à cette occasion perdu la moitié de sa valeur, est en cours de restauration. Il doit faire partie de l'exposition Picasso qui doit débuter le 27 avril 2010 à New York.